# 분청사기 상감 정통4년명 김명리 묘지
분청사기 상감‘정통4년명’ 김명리 묘지(粉靑沙器 象嵌‘正統4年銘’ 金明理墓誌)는 대한민국 경기도 용인시에 있는 조선시대의 묘지이다. 2014년 7월 2일 대한민국의 보물 제1830호로 지정되었다.

## 지정 사유
“분청사기 상감‘정통4년명’ 김명리 묘지”는 조선시대 성천도호부 부사(成川都護府副使)였던 김명리(金明理, 1368~1438년)의 묘지이다. 종모양 묘지석은 제작사례가 거의 알려져 있지 않은 희귀한 사례이다.
전체 모양은 상부에서 저부로 내려오면서 직경이 약간 좁아지는 비대칭의 원통형이고 상면 중앙에 높이 4.0cm의 연봉형(蓮峰形) 꼭지가 부착되었다. 묘지문은 동체 외면 전면에 걸쳐 백상감기법으로 각서(刻書)하였다.
지문(誌文)은 김명리의 가계·부모·이력 등을 적은 행장(行狀)으로 지은이는 유의손(柳義孫, 1398~1450년)이다. 행장을 지은 시기는 김명리가 1438년 12월 죽은 후 이듬해인 정통 4년(1439년) 기미년 겨울 10월 하순이다. 따라서 묘지의 제작 시기는 1439년 10월 하순 이후로 추정된다.
이 묘지는 비록 개인사를 적고 있으나 조선 초기의 사료를 보완할 수 있는 중요한 내용이어서 자료적 가치가 높고, 깔끔한 해서체 각서는 조선 초기 서예사 연구에 도움을 줄 수 있다. 또한 출토지가 분명하고, 1439년이라는 명확한 제작시기, 희소한 종모양을 취하고 있는 점 등 도자사적, 서예사적 측면에서 가치가 높다.

## 같이 보기
- 분청사기

## 참고 자료
- 분청사기 상감 정통4년명 김명리 묘지 - 국가유산청 국가유산포털